# Fouzi Lekjaa

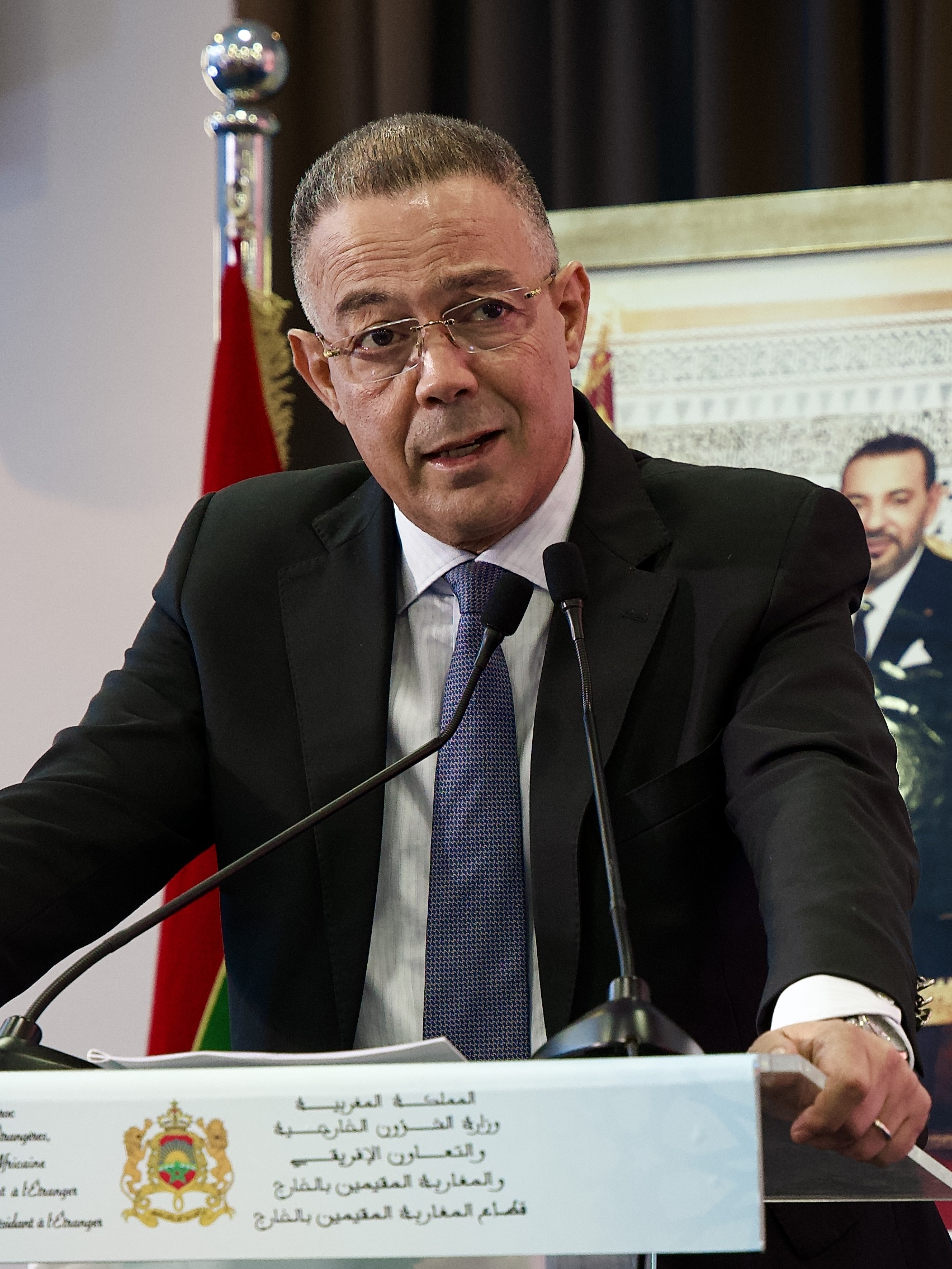
Fouzi Lekjaa

Fawzi Lakjaa (* 23. Juli 1970 in Berkane) ist ein marokkanischer Sportfunktionär und Politiker.

## Leben
Lekjaa wurde 1970 in Berkane geboren. Nach dem Schulabschluss studierte er am Institut für Agrarwissenschaften und Veterinärmedizin Hassan II und schloss mit einem Diplom als Agraringenieur ab. Im Anschluss daran besuchte er die Hochschule für Verwaltung in Casablanca und arbeitete parallel dazu in den Ministerien für Finanzen und Landwirtschaft.
Am 7. Oktober 2021 wurde Lekjaa zum Ministerdelegierten für Haushalt in der Regierung von Aziz Akhennouch ernannt. Er ist seit 2014 Präsident des Königlich Marokkanischen Fußballverbandes und wurde am 12. März 2021 zum Mitglied des FIFA-Rats gewählt.